# Лиляна Дирян
Лиляна Дирян (на македонска литературна норма: Лилјана Дирјан) е поетеса и журналистка от Северна Македония.

## Биография
Родена е в Скопие в 1953 година. Завършва Филологическия факултет „Блаже Конески“ в Скопския университет. Следва и в Париж като стипендиант на френското правителство. Сред основателите е на дружеството Независими писатели на Македония. Работи като главен редактор на списанието „Жена“.
Омъжена е за писателя Богомил Гюзел.

## Творчество
Поезия
- Природна појава (Мисла, 1980),
- Жива мера (Наша книга, 1985),
- Пелин поле (Мисла 1989)
- Champ d'abisinthe, (на френски език, 1996)
- Тешка свила (Матица Македонска, 1997),
- Приватни светови (представител на Република Македония на международната литературна награда „Балканика“ за 2008 година[2])
- Саѓе врз снегот (2007)

Носителка е на наградите „Студентски збор“ (1980) и „Братя Миладиновци“ (1985).